# 11466 Katharinaotto
11466 Katharinaotto è un asteroide areosecante. Scoperto nel 1981, presenta un'orbita caratterizzata da un semiasse maggiore pari a 2,2795719 UA e da un'eccentricità di 0,3146570, inclinata di 5,86972° rispetto all'eclittica.